# John Thomas
John Gregory Thomas (Minneapolis, Minnesota; 8 de septiembre de 1975) es un exjugador de baloncesto estadounidense que jugó 5 temporadas en la NBA, además de hacerlo en la República Dominicana, en la liga china y en la española. Con 2,06 metros de estatura, actuaba en la posición de ala-pívot. 

## Trayectoria deportiva

### Universidad
Thomas disputó cuatro temporadas en la Universidad de Minnesota, siendo el capitán de los Golden Gophers que llegaron hasta las semifinales de la NCAA de 1997. En sus tres últimos años, Thomas fue titular en 97 de los 98 partidos que disputó, jugando un total de 124 encuentros en su paso por Minnesota. Promedió 7,1 puntos y 5,1 rebotes con un 49,6% (349 de 703) en tiros de campo. Finalizó su carrera en la novena posición en la lista de máximos taponadores de los Golden Gophers con 65. Tras ser nombrado el MVP del equipo en su tercera temporada, Thomas logró su mejor promedio anotador con 9 puntos por encuentro en la siguiente temporada, además de un 57,6% en tiros de campo.

### Profesional
Tras su estancia universitaria, Thomas fue seleccionado por New York Knicks en la 25.ª posición del Draft de la NBA de 1997. Nunca jugó con los Knicks, ya que fue traspasado a Boston Celtics antes de que diera comienzo la temporada, junto con Dontae' Jones, Walter McCarty y Scott Brooks a cambio de Chris Mills y dos elecciones de segunda ronda condicionales. Cuatro meses más tarde fue traspasado de nuevo, esta vez a Toronto Raptors con Chauncey Billups, Dee Brown y Roy Rogers, por Kenny Anderson, Žan Tabak y Popeye Jones.
Tras dos años más con los Raptors, fichó en 2001 por Los Diablos de La Vega de la liga dominicana. 
Al año siguiente se marchó al Xinjiang Flying Tigers de China, siendo baja al poco tiempo por problemas personales. Un mes después firmó con Dakota Wizards de la CBA, para pasar a la campaña siguiente al Casademont Girona de la Liga ACB. En España promedió 10,1 puntos y 5,1 rebotes en 31 partidos. 
La temporada 2004-05 la comenzó en Sioux Falls Skyforce de la CBA, pero en enero de 2005 fichó por Minnesota Timberwolves, con quien jugó 44 partidos y aportó 2,5 puntos. 
En la siguiente campaña militó en Memphis Grizzlies, Atlanta Hawks y New Jersey Nets. 
En 2008 jugó con los Colorado 14ers de la D-League en 2008, fichando al año siguiente por el Hapoel Holon de la liga israelí.
[actualizar]

## Estadísticas de su carrera en la NBA

### Temporada regular
| Temporada | Edad | Equipo                 | Liga | P   | TIT | MIN  | TC  | TCA | %TC   | 3P  | 3PA | %3P  | TL  | TLA | %TL  | R.OF. | R.DEF. | REB | ASIS | ROB | TAP | PER | FP  | PTS |
| 1997-98   | 22   | TOTAL                  | NBA  | 54  | 2   | 9.9  | 1.0 | 2.1 | .487  | 0.0 | 0.0 |      | 0.8 | 1.0 | .759 | 0.9   | 1.1    | 2.0 | 0.3  | 0.4 | 0.2 | 0.9 | 1.8 | 2.8 |
| 1997-98   | 22   | Boston Celtics         | NBA  | 33  | 2   | 11.2 | 1.2 | 2.4 | .513  | 0.0 | 0.0 |      | 0.8 | 1.0 | .788 | 1.0   | 1.2    | 2.1 | 0.4  | 0.6 | 0.3 | 1.0 | 2.0 | 3.3 |
| 1997-98   | 22   | Toronto Raptors        | NBA  | 21  | 0   | 8.0  | 0.7 | 1.6 | .424  | 0.0 | 0.0 |      | 0.7 | 1.0 | .714 | 0.8   | 1.0    | 1.7 | 0.2  | 0.1 | 0.1 | 0.6 | 1.5 | 2.0 |
| 1998-99   | 23   | Toronto Raptors        | NBA  | 39  | 11  | 15.2 | 1.8 | 3.2 | .577  | 0.0 | 0.0 | .000 | 0.7 | 1.2 | .563 | 1.7   | 1.8    | 3.4 | 0.4  | 0.4 | 0.2 | 0.5 | 2.1 | 4.3 |
| 1999-00   | 24   | Toronto Raptors        | NBA  | 55  | 6   | 8.7  | 0.9 | 1.9 | .458  | 0.0 | 0.0 | .000 | 0.3 | 0.7 | .390 | 0.7   | 0.7    | 1.4 | 0.2  | 0.2 | 0.3 | 0.3 | 1.9 | 2.1 |
| 2004-05   | 29   | Minnesota Timberwolves | NBA  | 44  | 8   | 11.8 | 1.0 | 2.0 | .488  | 0.0 | 0.0 |      | 0.6 | 1.0 | .587 | 0.9   | 1.3    | 2.2 | 0.4  | 0.3 | 0.3 | 0.4 | 1.9 | 2.5 |
| 2005-06   | 30   | TOTAL                  | NBA  | 16  | 0   | 7.9  | 0.4 | 0.9 | .400  | 0.0 | 0.0 |      | 0.2 | 0.3 | .750 | 0.6   | 0.6    | 1.3 | 0.1  | 0.2 | 0.1 | 0.5 | 1.1 | 0.9 |
| 2005-06   | 30   | Memphis Grizzlies      | NBA  | 3   | 0   | 8.3  | 0.7 | 0.7 | 1.000 | 0.0 | 0.0 |      | 0.0 | 0.0 |      | 0.0   | 0.0    | 0.0 | 0.3  | 0.0 | 0.3 | 0.7 | 1.0 | 1.3 |
| 2005-06   | 30   | Atlanta Hawks          | NBA  | 11  | 0   | 6.0  | 0.3 | 0.6 | .429  | 0.0 | 0.0 |      | 0.3 | 0.4 | .750 | 0.3   | 0.6    | 0.9 | 0.1  | 0.2 | 0.0 | 0.4 | 0.9 | 0.8 |
| 2005-06   | 30   | New Jersey Nets        | NBA  | 2   | 0   | 18.0 | 0.5 | 3.0 | .167  | 0.0 | 0.0 |      | 0.0 | 0.0 |      | 3.5   | 1.5    | 5.0 | 0.0  | 0.5 | 0.5 | 1.0 | 2.0 | 1.0 |
| Total     |      |                        | NBA  | 208 | 27  | 10.8 | 1.1 | 2.1 | .502  | 0.0 | 0.0 | .000 | 0.5 | 0.9 | .591 | 1.0   | 1.1    | 2.1 | 0.3  | 0.3 | 0.2 | 0.5 | 1.8 | 2.7 |

### Playoffs
| Temporada | Edad | Equipo          | Liga | P | MIN | TCA | TC | 3PA | 3P | TLA | TL | R.OF. | REB | ASIS | ROB | TAP | PER | FP | PTS | %TC  | %3P | %FT  | MIN | PTS | REB | AST |
| 1999-00   | 24   | Toronto Raptors | NBA  | 1 | 1   | 0   | 0  | 0   | 0  | 0   | 0  | 0     | 0   | 0    | 0   | 0   | 0   | 0  | 0   |      |     |      | 1.0 | 0.0 | 0.0 | 0.0 |
| 2005-06   | 30   | New Jersey Nets | NBA  | 8 | 56  | 3   | 6  | 0   | 0  | 1   | 2  | 4     | 10  | 2    | 3   | 1   | 5   | 15 | 7   | .500 |     | .500 | 7.0 | 0.9 | 1.3 | 0.3 |
| Total     |      |                 | NBA  | 9 | 57  | 3   | 6  | 0   | 0  | 1   | 2  | 4     | 10  | 2    | 3   | 1   | 5   | 15 | 7   | .500 |     | .500 | 6.3 | 0.8 | 1.1 | 0.2 |